# 멜히호
멜히호(Melchsee)는 스위스 옵발덴주에 산악 호수이다. 케른스 시정촌에 있는 멜히제-프루트의 작은 겨울 스포츠 리조트에서 이름을 따왔다. 우리 알프스의 해발 1,893m에 위치해 있다. 멜히호는 인공댐을 쌓아서 막아두었다. 이곳에서 압력 파이프를 통해 멜히호에서 옵발덴 발전소에서 운영하는 멜히 계곡의 슈토크알프에 있는 후크쉬벤디 발전소로 물을 운반하며 연간 35GWh의 전기를 생산한다.
여름에는 호수에서 송어와 곤들매기 낚시를 할 수 있고, 겨울에는 얼어붙은 호수에서 얼음낚시를 즐길 수 있다. 로프 리프트는 호수 건너편에 있는 스키 리프트로 겨울 스포츠 애호가를 끌어들이고 있다.
멜히호는 자연 보호 구역으로 지정되어 있다.

## 발전소 건설
1951년에 멜히호-프루트에서 수력 발전을 사용하기 위한 프로젝트 계획이 옵발덴주의 주정부 위원회에 제출되었다. 그 당시, 이후 옵발덴 발전소가 된 케른스 발전소는 주의 에너지 수요의 20%만 충당할 수 있었다. 물 사용 및 발전소 운영자의 법적 형식에 관한 정치적 협상과 공청회를 거친 후 옵발덴주의 사람들은 1955년 멜히제-프루트 발전소 프로젝트를 승인했다. 주 의회가 요청한 대출은 1,700만 스위스 프랑이었다. 프로젝트의 일환으로 헨글리바흐 및 탄알프 개울은 타넨제 근처에 포함되었다. 그리고 멜히호, 흙댐 건설, 블라우제바흐에서 공급라인 건설, 장치 챔버 건설, 압력 파이프 건설 및 후크쉬벤디 발전소 센터 건설. 댐 건설로 멜히호의 표면적이 200,000m²에서 540,000m²로 증가했다.